# Пінцґауер
Пінцґауер (Pinzgauer) — це сімейство високомобільних позашляхових 4WD (4×4) і 6WD (6×6) військових та цивільних автомобілів. Автомобіль був розроблений наприкінці 1960-х і названий в честь породи австрійської великої рогатої худоби пінцгау. Спочатку виготовлявся компанією Steyr-Daimler-Puch в місті Ґрац (Австрія). Останнім часом автомобілі виготовляли в місті Гілфорд (Англія) компанією BAE Systems Land & Armaments. Автомобіль був популярним серед військових покупців. У 2000 році права на виробництво були продані компанії Automotive Technik Ltd (ATL) у Великій Британії. ATL згодом була придбана Stewart & Stevenson Services, Inc. у 2005 р., а у травні 2006 року Stewart & Stevenson стала дочірньою компанією аерокосмічної та оборонної групи Armor Holdings, Inc. Через рік Armor Holdings була придбана BAE Systems plc, яка припинила виробництво у Великій Британії Пінцґауер, оскільки він виявився вразливим до мін і саморобних вибухових пристроїв в Афганістані. Роботи з розробки наступної моделі Pinzgauer проводились дочірньою компанією BAE у Беноні, Південна Африка, але жодного автомобіля так і не було виготовлено.

## Перше покоління

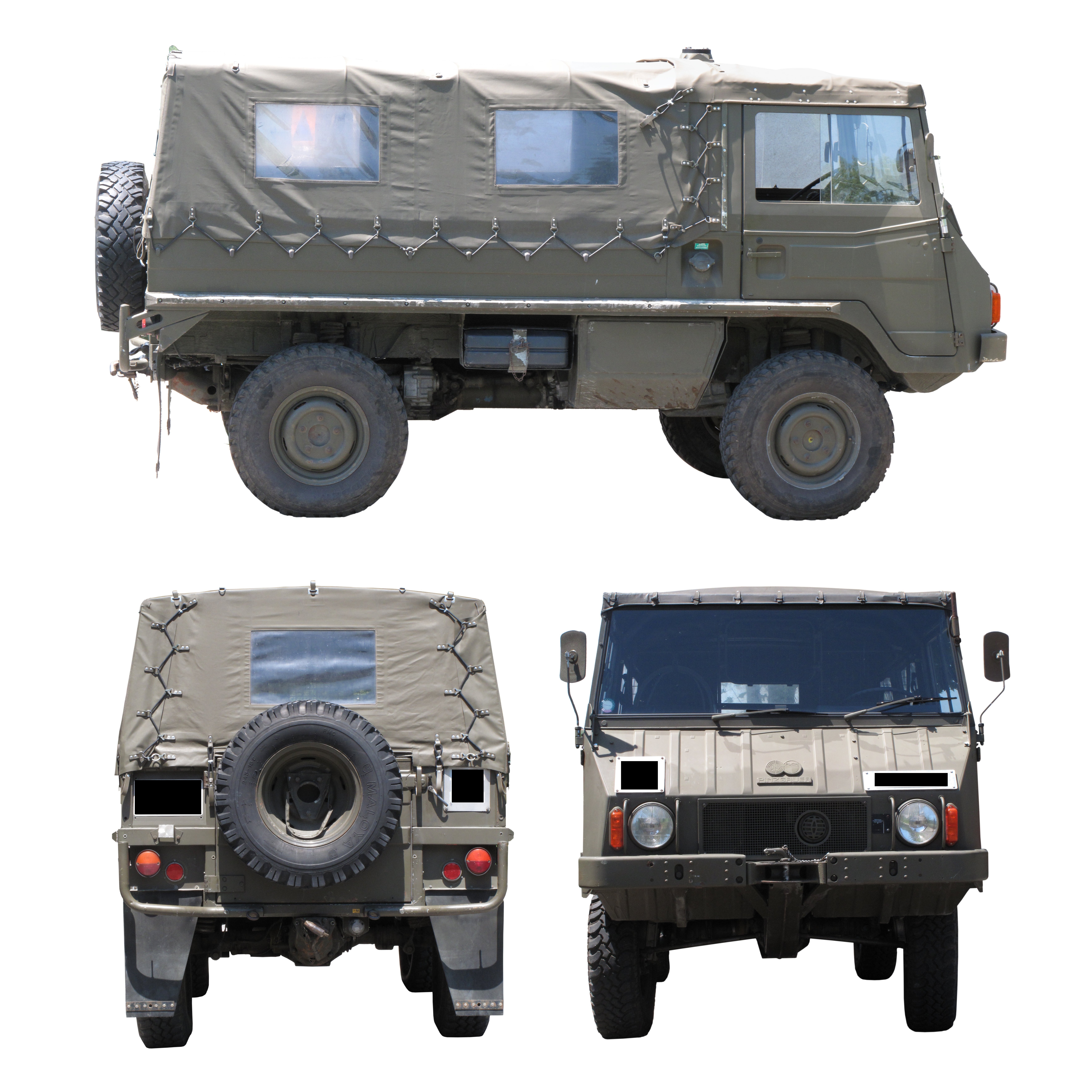
Pinzgauer 710M (4×4)

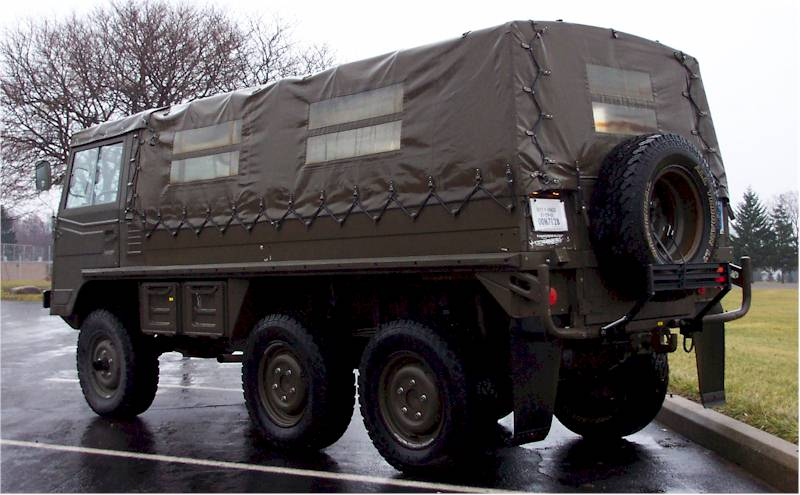
Pinzgauer 712M (6×6)

Перше покоління Pinzgauer представлене у версіях з повним приводом 4×4 (модель 710) та 6×6 (модель 712).
Виробництво велось Steyr-Daimler-Puch в Ґраці (Австрія) з 1971 по 2000 роки. Він використовувався і використовується в багатьох арміях по всьому світу, таких як Австрія, Швейцарія, Велика Британія, Саудівська Аравія, Таїланд, Албанія та Болівія. Після того як австро-канадський мільйонер Френк Стронах придбав більшість акцій Steyr-Daimler-Puch, права на виробництво Pinzgauer були переміщені до Automotive Technik Ltd, а потім до філії BAE Systems. Після припинення виробництва Pinzgauer завод у Ґраці виготовляє позашляховики Mercedes-Benz G Wagon.

### Варіанти
| M     | м'який верх із задніми пасажирськими сидіннями (модель 710 - 10 пасажирів, модель 712 - 14 пасажирів) |
| T     | відкрита платформа                                                                                    |
| K     | 5-дверний універсал з жорстким верхом (всього 5 пасажирів)                                            |
| DK    | 4-дверний пікап (модель 712)                                                                          |
| AMB-Y | швидка допомога з 3-ма дверима (модель 710)                                                           |
| AMB-S | автомобіль швидкої допомоги з переносним знімним кузовом                                              |
| FW    | пожежна машина (модель 712)                                                                           |
| W     | мобільна майстерня (модель 712)                                                                       |

Найпоширеніші типи кузовів — це «К» (з жорстким верхом) або «М» (з м’яким верхом).

### Технічні характеристики
Всі машини Pinzgauer першого покоління оснащені:
- 2,5 літр рядний чотирициліндровий двигун  з повітряним охолодженням. Виняток було зроблено для деяких варіантів 712 наприкінці виробництва, які поставлялися з 2,7-літровим чотирициліндровим двигуном з повітряним охолодженням. Це було в першу чергу на машинах швидкої допомоги.
  - потужність: 105 к.с.
  - крутний момент: 180 Н·м
- П'ятиступінчата механічна коробка передач з двошвидкісною роздавальною коробкою
- повний привід із блокуванням гідравлічного диференціалу на ходу
- Повністю незалежна підвіска
- Інтегровані диференціали
- Електрична система 24 вольта
- Вакуумні барабанні гальма

## Друге покоління

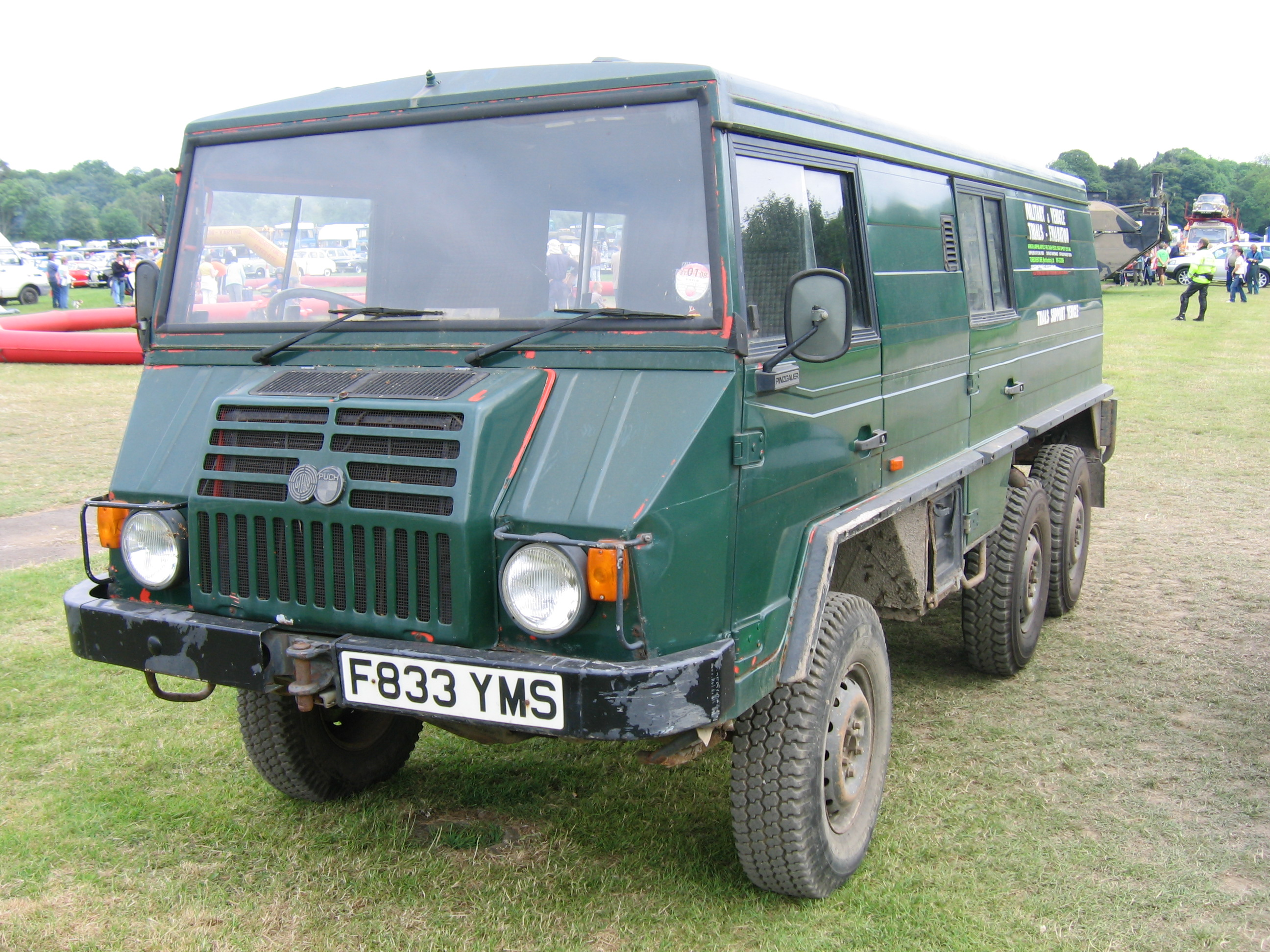
Pinzgauer 718K

У другому поколінні модель 4×4 називається 716, а модель 6×6 називається 718. Застосовуються ті самі буквені позначення типу кузова.
У конструкції Pinzgauer II було внесено кілька незначних змін:
- шестициліндровий рядний дизельний двигун Volkswagen AG з турбонаддувом, модель D24T
- чотириступінчата автоматична коробка передач або п'ятиступінчата механічна коробка передач ZF Friedrichshafen [1]
- Трохи ширша колія
- Трохи більші шини
- Дискові гальма

Автомобіль другого покоління випускався з 2000 по 2007 рік і пережив кілька незначних змін протягом свого життя, на відміну від першого покоління, яке використовувало той самий дизайн протягом усього виробництва. Перші Pinzgauers другого покоління отримали позначення P80 (1980). У 1990 році (P90) і 1993 (P93) він зазнав незначної редакції, коли була замінена версія двигуна VW з інтеркулером (D24TIC). Більш суттєва зміна двигуна була здійснена в 2002 році, коли був представлений новий двигун Volkswagen Group з прямим уприскуванням з турбонаддувом (TDI), який відповідав новим вимогам щодо викидів Euro3.

## Світові ринки

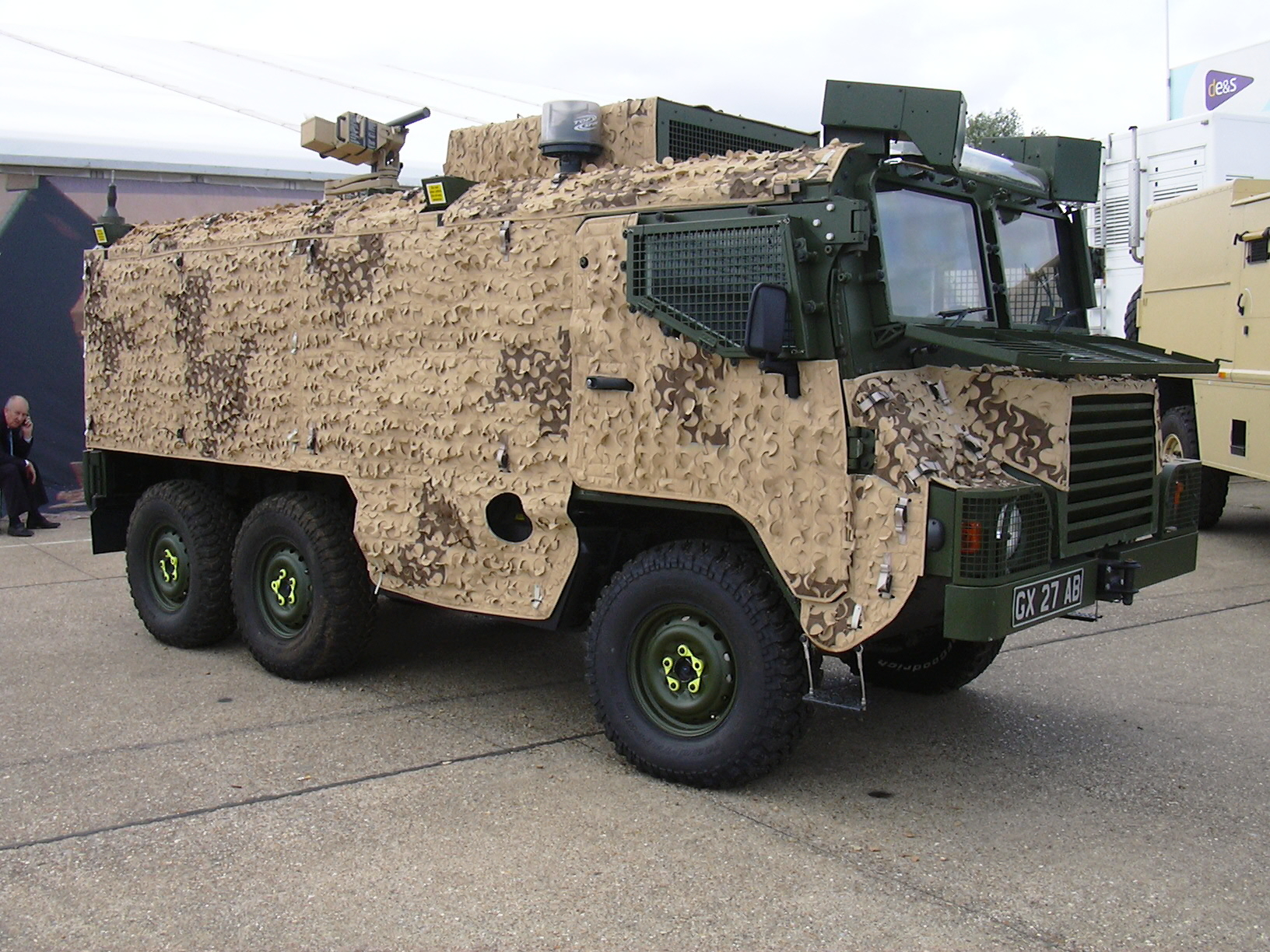
Pinzgauer Vector британської армії

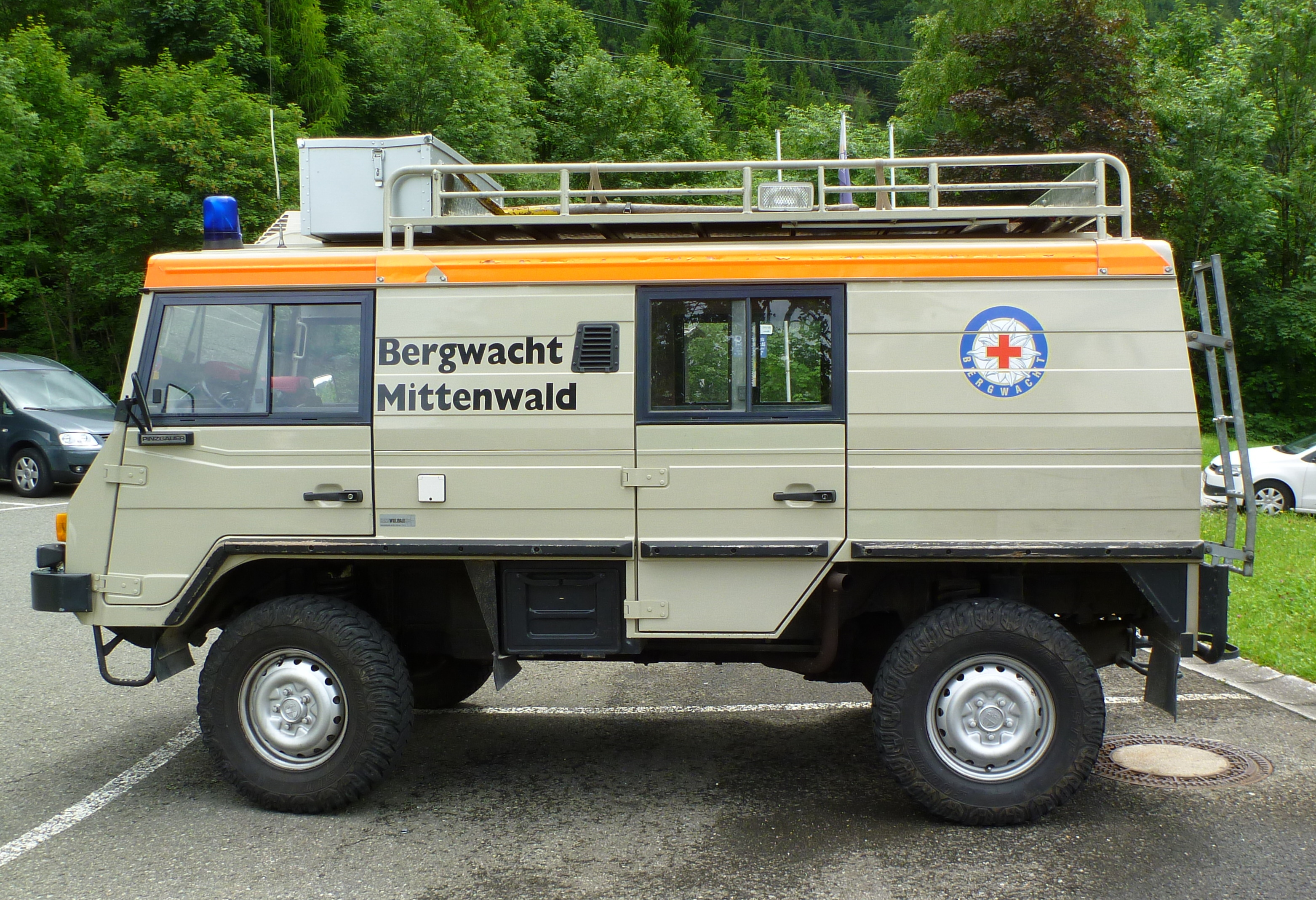
Pinzgauer Bergwacht (гірський рятувальний) у Міттенвальді в Баварських Альпах

Pinzgauer (або Pinz, як його знають більшість британських солдатів) є поширеним транспортним засобом у підрозділах британської королівської артилерії оскільки може використовуватись як легкий тягач.
Багато Pinzgauers були продані збройним силам (спочатку австрійським та швейцарським) для використання як нетактичні транспортні засоби. Типовими військовими ролями є вантажівки загального призначення, командні транспортні засоби, перевізник, машина швидкої допомоги та евакуатор. Ролі дуже схожі на інші цивільні транспортні засоби, такі як Land Rover у Великій Британії, Blazer CUCV у США та Mercedes G у багатьох європейських країнах.

### Vector PPV
Нова броньована версія під назвою «Vector» надійшла на озброєння британської армії на початку 2007 року в рамках зусиль щодо забезпечення більш безпечних патрульних машин для військ в Афганістані. За словами виробника, 6×6 Vector PPV (Захищений патрульний автомобіль) будувався з використанням фізичного захисту та складних електронних засобів протидії для максимальної живучості під час патрулювання. Проте було виявлено, що у Vector PPV ненадійна підвіска та маточини коліс, а також поганий захист від саморобних вибухових пристроїв. Тому Vector PPV було знято з озброєння.

### ASTOR
Pinzgauer також є основою для елемента тактичної наземної станції (TGS) бортового радара протистояння Raytheon Systems Limited (ASTOR). TGS складається з двох робочих станцій, транспортного засобу підтримки місії та стандартного транспортного засобу.

## Можливості

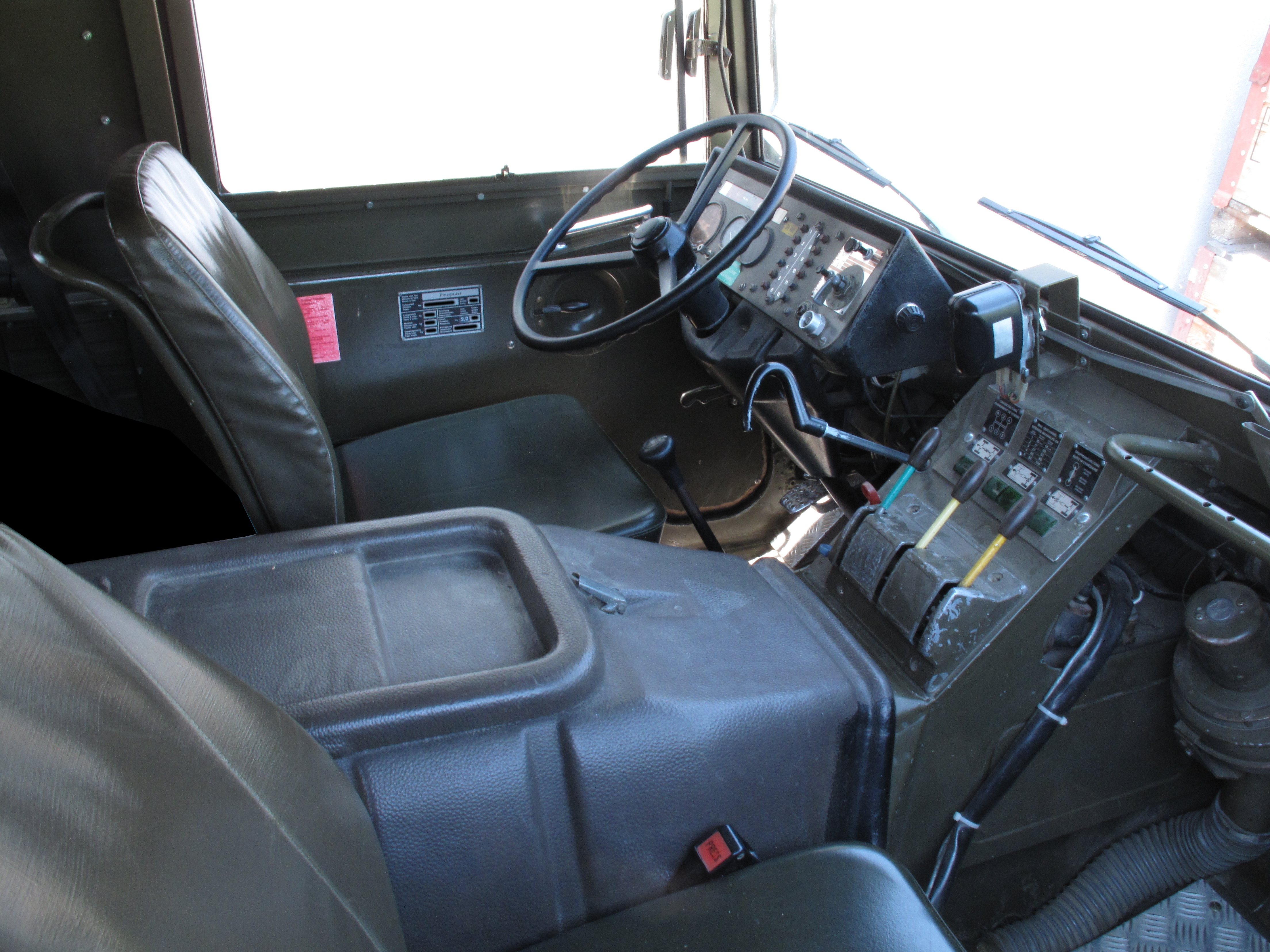
Кабіна Pinzgauer

Pinzgauer є високопрофесійним позашляховиком. Його можливості, в деяких експлуатаційних сценаріях, кращі, ніж у Humvee і Land Rover Defender.
- кути в'їзду/з'їзду — 38°/45°
- ухил — доки шини не втратить зчеплення
- глибина броду — 0,7 м
- дорожній просвіт (найнижча точка при повному навантаженні) — 335 мм
- може спускатися зі стіни 360 мм
- бічний ухил 43,5°
- корисний вантаж — 1000/1500 кг (4×4/6×6)
- найвища швидкість :
  - (710 — 4×4): 110 км/год
  - (712 — 6×6): 100 км/год
  - (716 — 4×4): 125 км/год
  - (718 — 6×6): 115 км/год
- тип кузова M вміщує 10/14 осіб (4×4/6×6)

## Військові оператори

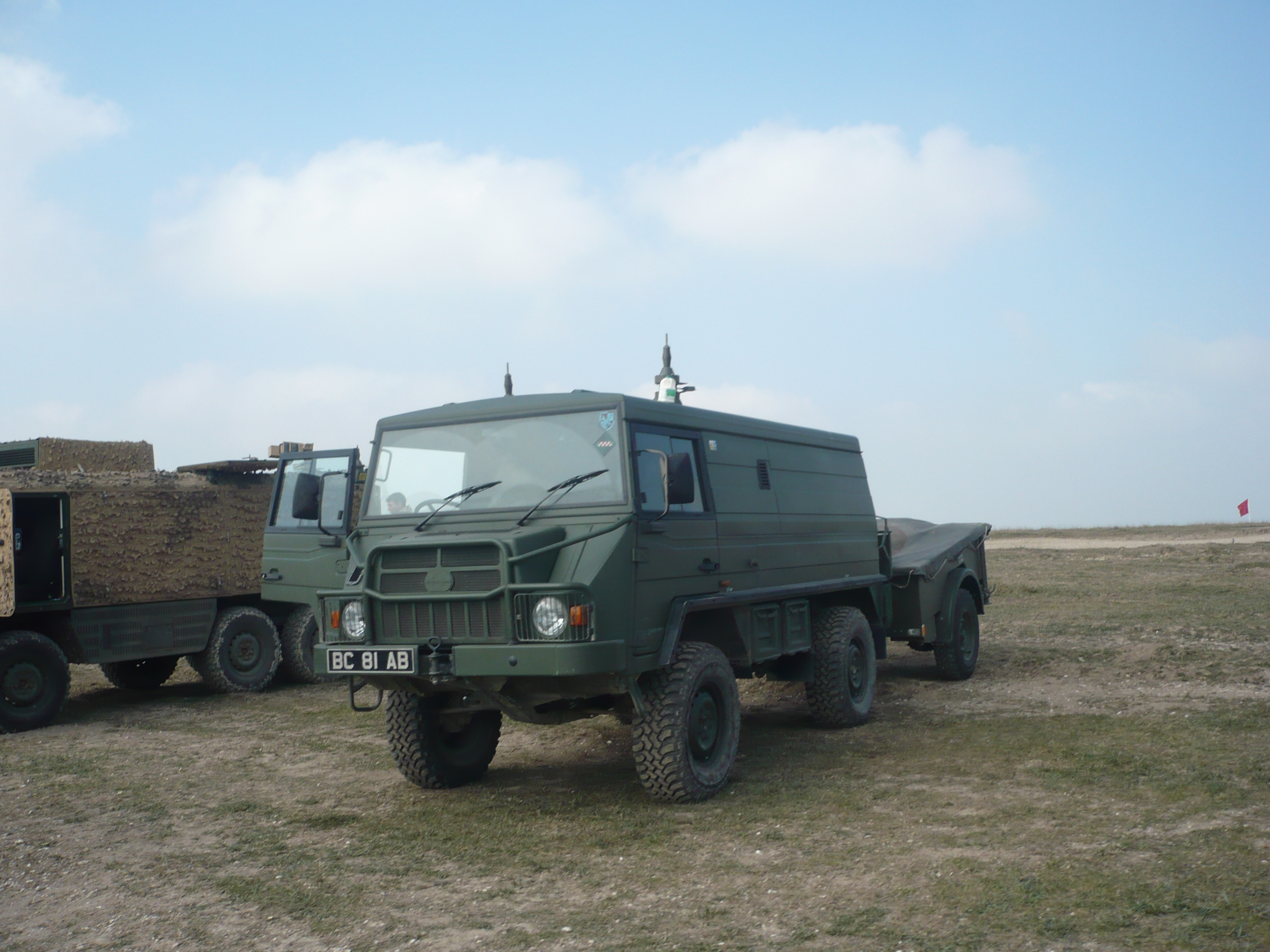
Pinzgauer в британській армії

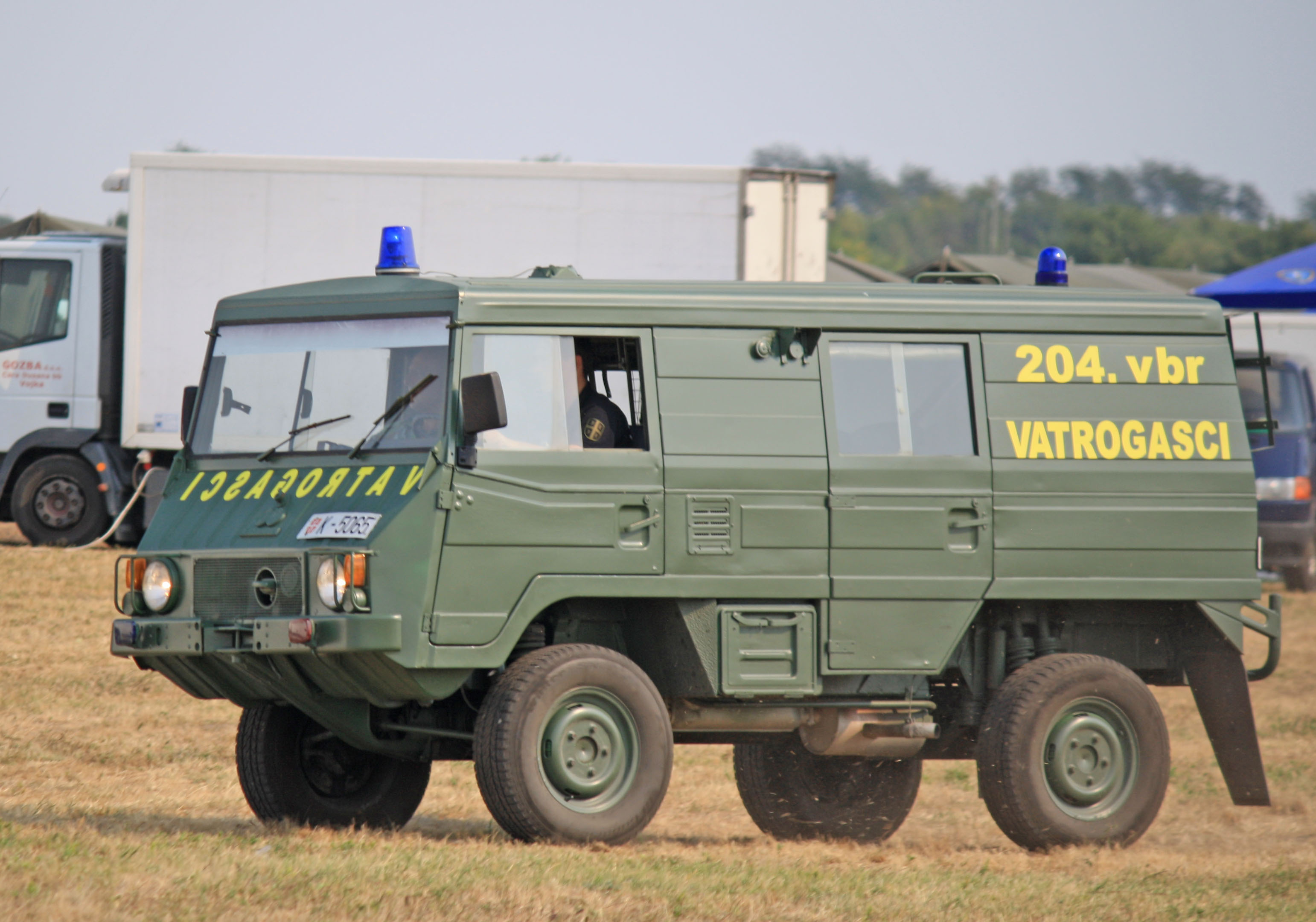
Пожежний Pinzgauer сербських ВПС

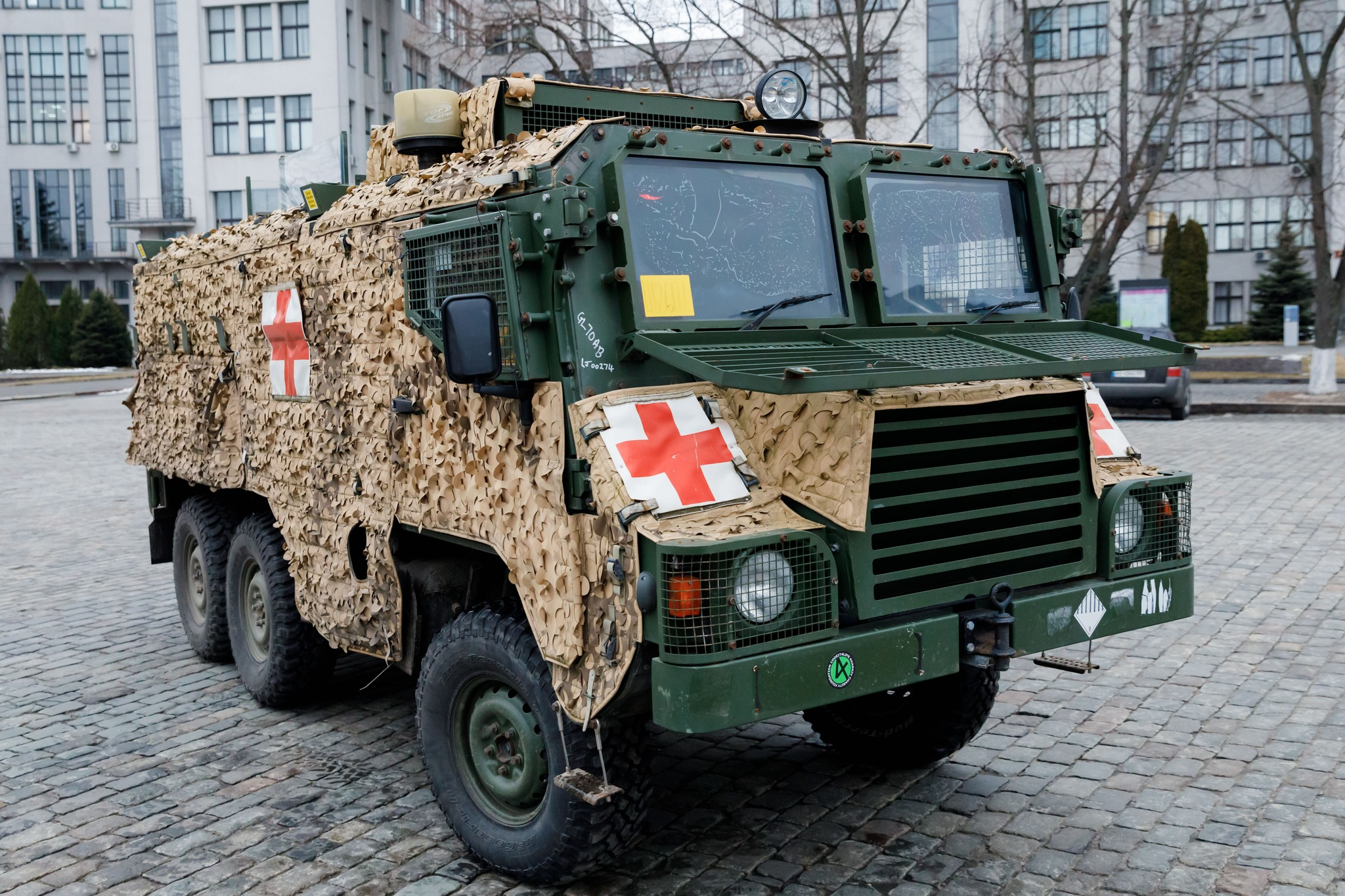
Санітарний Pinzgauer Vector Сил оборони України

- Аргентина
- Австралія
- Австрія
- Болівія
- Кіпр
- Ліван
- Литва
- Малайзія
- Нова Зеландія[5]
- Північна Македонія
- Чорногорія
- Саудівська Аравія
- Сербія
- Оман
- Есватіні
- Велика Британія[1]
- США
- Україна – Pinzgauer Vector: щонайменше 15 бронемашин отримано Силами оборони України[6][7][8][9], ще щонайменше 3 одиниці Україна отримала для використання в якості цивільних броньованих автомобілів екстреної медичної допомоги[10] (станом на березень 2023 року)
- Венесуела